# Ikarus 412T
Ikarus 412T — первый венгерский низкопольный троллейбус большой вместимости, производившийся на базе автобуса Ikarus 412 фирмой Ikarus. Серийно выпускался с 1999 по 2002 год.

## Описание
Ikarus 412T является укороченным вариантом троллейбуса Ikarus 415T и одновременно электрической разновидностью своего автобусного собрата Ikarus 412. Также эта модель является преемником 11-метрового троллейбуса Ikarus 411T, ранее выпущенного в 1994 году в единственном опытном экземпляре. Устанавливалось электрооборудование фирм Ganz, Kiepe и Obus.

## История
Во второй половине 1990-х годов троллейбусный парк города Будапешта стал нуждаться в замене подвижного состава по причине истечения срока эксплуатации советских троллейбусов ЗиУ-682УВ. Одновременно с этим, из-за устаревания модельного ряда 200-й серии, Будапешт принял решение о закупке совершенно новых по тем временам троллейбусов Ikarus 435.81. Однако этого было недостаточно для восполнения нехватки машин на некоторых популярных маршрутах венгерской столицы. В связи с этим в 1999 году завод Ikarus представил новую модель троллейбуса на базе автобуса Ikarus 412 — Ikarus 412T. 
Пять экземпляров в модификации Ikarus 412.82 были построены летом 1999 года и проданы в Таллин. В октябре 2015 года эксплуатация всех пяти троллейбусов модели Ikarus 412.82 в Таллине завершилась.
В 2002 году Будапешт получил 15 экземпляров троллейбуса Ikarus 412.81 в качестве замены устаревших троллейбусов ЗиУ-682УВ. Одна из машин с февраля по март 2003 года испытывалась в городе Дебрецене и затем была возвращена обратно в Будапешт.
В конце 2014 года силами будапештского троллейбусного депо Понграц-Кёбанья два списанных автобуса модификации Ikarus 412.10C были переоборудованы в троллейбусы с использованием бывшего в употреблении тиристорно-импульсного электрооборудования фирмы Ganz, позаимствованного с утилизированных троллейбусов модификации Ikarus 280.94. В результате два новых троллейбуса получили обозначение Ikarus 412.81GT, буква «G» в конце означает название используемого электрооборудования фирмы Ganz. С декабря 2014 по сентябрь 2016 года оба троллейбуса проходили испытания в Будапеште, несколько раз за время обкаток возникали неполадки в работе силовых схем. Эксплуатация с пассажирами одного из двух экземпляров Ikarus 412.81GT началась с июля 2016 года, в сентябре этого же года вступил в строй и второй троллейбус.

## Модификации
- Ikarus 412.81 — с электрооборудованием Ganz. Работали в Таллине.
- Ikarus 412.82 — с электрооборудованием Kiepe. Работают в Будапеште.
- Ikarus 412.82GT — переоборудованные автобусы Ikarus-412.10C с электрооборудованием Ganz от списанных троллейбусов Ikarus-280.94. Работают в Будапеште.